# Militärgerichtsgebäude (Flensburg)

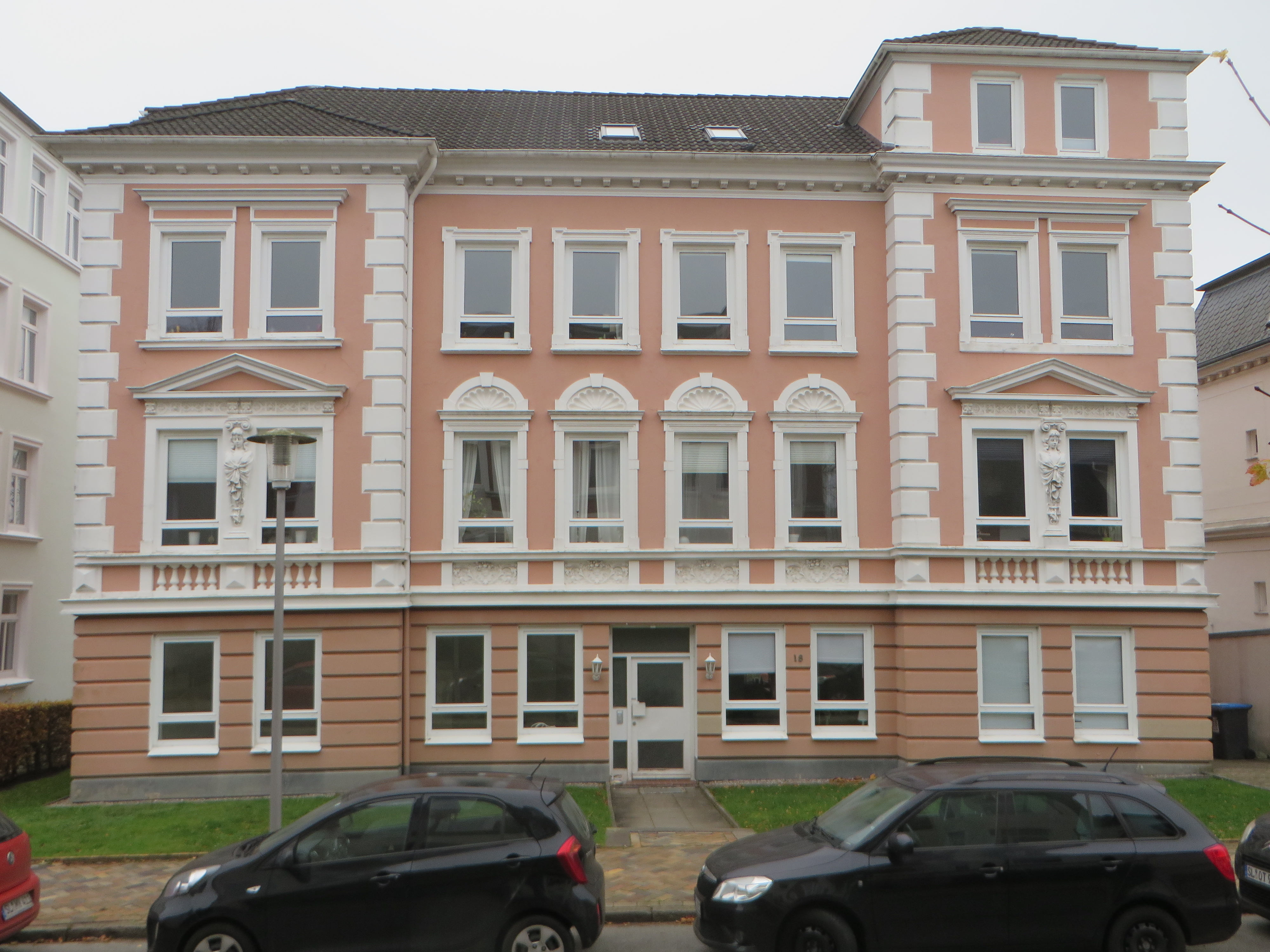
Das Militärgerichtsgebäude 2018

Das Militärgerichtsgebäude in Flensburg-Westliche Höhe in der Moltkestraße 18 gehört zu den Kulturdenkmalen der Stadt.

## Hintergrund
Während der Kaiserzeit waren Teile der Preußischen Armee in der Fördestadt stationiert. 1876/77 waren für die stationierten Preußischen Einheiten die Duburg-Kaserne und 1893–1897 die Junkerhohlweg-Kaserne errichtet worden. Seit Anfang des 20. Jahrhunderts, einer Zeit, als die Stadt stark wuchs (vgl. Einwohnerentwicklung von Flensburg), wurden zudem im Vorort Mürwik, nordöstlich der Innenstadt, verstärkt militärische Gebäude für die Kaiserliche Marine errichtet. Im Jahr 1900 wurde, ungefähr ein Kilometer von der Duburg-Kaserne entfernt, für die 18. Division das besagte Militärgerichtsgebäude errichtet. Für den Bau des dreigeschossigen Putzbaues zeigte sich ein Maurermeister Ernst George verantwortlich. Die Gebäudefassade besitzt jeweils auf der rechten und auf der linken Seite einen Risalit. Der rechte Risalit wurde 1911 für eine Wohnung für den Boten des Militärgerichts aufgestockt. Ein dritter Risalit, ein „Treppenhausrisalit“, befindet sich auf der Gebäuderückseite. Eine Darstellung der Justitia, in doppelter Ausfertigung, an der Fassade im ersten Obergeschoss, betont die ursprüngliche Nutzung des Gebäudes. In der Gebäudenachbarschaft entstanden nach und nach weitere Gebäude, unter anderem 1909/1910 das Gebäude Moltkestraße 25, welches als Residenz für die Kommandeure der kaiserlichen Heeresführung Flensburg, ebenfalls eine militärische Nutzung haben sollte. Das Militärgerichtsgebäude dient heutzutage als Wohnhaus.